# Блейлер, Анна Паулина
Паулина Анна Блейлер (нем. Pauline Anna Bleuler; 1852, Цолликон, Швейцария — 1926, Цолликон) — родная сестра швейцарского психиатра Эйгена Блейлера, сделавшего большой вклад в изучение расстройств шизофренического спектра. Вероятно, именно судьба Паулины оказала определённое влияние на решение Блейлера стать психиатром.

## Биография
Паулина Анна Блейлер родилась в 1852 году (точные число и месяц рождения неизвестны) в семье швейцарского фермера и торговца шёлком Ганса Рудольфа Блейлера и его жены Паулины Блейлер. Она росла в большой семье вместе со своими младшим братом Эйгеном, который впоследствии стал одним из наиболее влиятельных психиатров XX века.
Блейлер любила музыку и работала учителем пианино с 1870 года. Первые симптомы болезни стали проявляться в 1872 году — именно тогда у неё случился первый психотический эпизод. Паулина проходила лечение в психиатрической лечебнице в Брайтенау (Шаффхаузен) и в клинике «Burghölzli» с 1872 по 1874 год. Психиатр Кристиан Скарфеттер описывал её симптомы как «хронический кататонический мутизм».
Вальтер Леш исследовал письма, написанные родственниками Паулины. В ноябре 1877 года её тётя Луиза писала: «За последние пару дней Паулина разбила зеркало и несколько окон, она накричала на Матильду: „Иди домой, ты нам не нужна“. Большую часть своего времени Паулина проводит в постели». В феврале 1878 года, она отметила: «На этой неделе Паулина чувствует себя лучше, однако её агрессия стала совершенно невыносимой; требуются как минимум 3 человека, чтобы накормить её, например, Тейдору Блейлеру приходится удерживать её руки, Эмили держит её голову или хватает за волосы, чтобы предотвратить укусы; иначе говоря, мы просто счастливы, если она не обращает на нас никакого внимания. Дважды за ночь она опрокинула комод в попытках бегства из дома, однако он просто распался на куски и вскоре мы пригвоздили его к полу. Сейчас она спокойнее, так что Эмили может снова оставаться в комнате».
В марте 1878 года отец Паулины писал, что временами Эйгену приходилось насильно её кормить: «Паулине не становится лучше, некоторое время она отказывалась есть, поэтому нам приходится кормить её силой, используя трубку. Эйген научился этой технике от доктора Браннера и с тех пор проводил её с большим мастерством».
Эйген Блейлер предоставил дальнейшую информацию в своей совместной с Карлом Бернардом Леманом работе о синестетическом восприятии (нем. Zwangsmässige Lichtempfindungen durch Schall und verwandte Erscheinungen auf dem Gebiete der andern Sinnesempfindungen), опубликованной в 1881 году незадолго до окончания медицинского института. И Эйген, и Паулина испытывали хроместезию (музыкально-цветовую синестезию). Данное исследование включало в себя 596 индивидуальных историй и презентовало Анну Паулину Блейлер как «пример № 75 с замечательным музыкальным образование и фотизмами, связанными с гласными и словами. Впрочем, дальнейшие детали были неизвестны из-за того, что интервьюируемая в настоящий момент была психически нездорова».
В апреле 1896 года Эйген Блейлер стал директором психиатрической лечебницы «Burghölzli». Оба родителя умерли примерно в этом же году, и он взял заботу о Паулине на себя, сначала в клинике, а затем и в собственном доме. В 1907—1908 годах американский психоаналитик Авраам Арден посетил лечебницу как приглашённый студент и смог увидеть Паулину. Позже он писал: «Когда я был в Цюрихе, Эйген сказал, что мы можем увидеть даже „худших“ кататоников, и он привёл свою собственную сестру в качестве примера. Она проживала в его доме в больнице, и из своей комнаты я мог видеть, как она монотонно ходила туда-сюда целыми днями. Дети Блейлера были маленькими, и не придавали особого значения её присутствию. Они использовали её как мебель, когда хотели забраться куда-нибудь, ибо она почти не двигалась. Однажды Блейлеру потребовалось переместить её, когда она была в таком состоянии. Он не хотел делать это силой, и поэтому попробовал убеждение. Блейлер рассказывал, что он работал с Паулиной часами, ведя с ней беседы и убеждая её, и в конечном итоге она оделась и пошла вместе с ним».
О последующих годах жизни Паулины Блейлер ничего неизвестно из-за отсутствия информации о её истории болезни в клинических записях.